# Lonchocarpus salvadorensis
Lonchocarpus salvadorensis là một loài thực vật có hoa trong chi Lonchocarpus.. 